# Jorge Luis Pinto
Jorge Luis Pinto Afanador (San Gil, 16 dicembre 1952) è un allenatore di calcio colombiano.
È soprannominato Esplosivo a causa delle sue peculiarità caratteriali: in un'occasione è riuscito a ottenere una sanzione di 10 giornate di squalifica per aver aggredito il quarto uomo.

## Biografia
Ha una sorella che è senatrice.

## Carriera
Dopo gli studi in Germania, assume la guida nel 1979 della squadra riserve dell'Unión Magdalena, prima di debuttare alla guida del Millonarios come allenatore professionista. La sua carriera di allenatore si svolge prevalentemente a Santa Fe, con l'Independiente e con l'Unión Magdalena; trasferitosi in Perù,  vince tre titoli nazionali con l'Alianza Lima e si trasferisce in Costa Rica, all'Alajuelense.
Nel 2004 gli viene affiidata la panchina della Costa Rica, che guida nella Copa América 2004; chiamato dalla Colombia per rimpiazzare Reynaldo Rueda nel 2007, prende parte alla Copa América 2007; è stato esonerato dalla Federazione colombiana e sostituito da Eduardo Lara.
Il 14 agosto 2011, dopo le dimissioni di Ricardo Lavolpe, torna alla guida della Costa Rica, che riesce a portare al Mondiale 2014: in Brasile, Pinto elimina Inghilterra e Italia, rimediando uno 0-0 contro gli inglesi e battendo l'Italia 1-0, in quello che è definito il girone di ferro del torneo, e che comprende anche l'Uruguay, sconfitto nella prima giornata per 3-1. Il cammino dei centroamericani prosegue fino ai quarti, dopo aver eliminato anche la Grecia ai rigori (0-0 ai tempi supplementari), quando la selezione di Pinto esce ai rigori dopo aver tenuto i Paesi Bassi sullo 0-0 fino ai tempi supplementari. Guida inoltre la Nazionale Olimpica honduregna a Rio 2016. Nel proprio girone la squadra giunge seconda, davanti l'Argentina, che supera per la differenza reti. Ai quarti vince di misura contro la Corea del Sud. Arriva in semifinale (miglior risultato della sua storia) ma crolla contro il Brasile perdendo 0-6. Perde anche la finalina per il bronzo contro la Nigeria.

## Palmarès

### Allenatore

#### Competizioni nazionali
- Campionato peruviano: 3

Alianza Lima: Apertura 1997, Clausura 1997, Clausura 1999
- Primera División de Costa Rica: 3

Alajuelense: Apertura 2002, Clausura 2003, Apertura 2003
- Campionato colombiano: 1

Cucuta: 2006-II
- Categoría Primera B: 1

Union Magdalena: 2024

#### Competizioni internazionali
- Copa Interclubes UNCAF: 1

Alajuelense: 2002